# New Meadow
The New Meadow (durch Sponsoringvertrag The Croud Meadow,  auch bekannt als Greenhous Meadow) ist ein Fußballstadion in der englischen Stadt Shrewsbury, Vereinigtes Königreich. Es ist die vereinseigene Spielstätte des Fußballvereins Shrewsbury Town und ist in der UEFA-Stadion-Kategorie 4 eingestuft. Die Anlage mit 9.875 Plätzen liegt zwischen den Distrikten Meole Brace und Sutton Farm in Shrewsbury. Durch den Bau der Spielstätte wurde die bisherige Heimat Gay Meadow der Shrews ersetzt.

## Geschichte
Das Stadion wurde im Sommer 2007 fertiggestellt, sodass es rechtzeitig für die Saison 2007/08 nutzbar war und der Bauunternehmer war Hall Construction. Der Name des Stadions galt ursprünglich als temporärer Name während der Konstruktion und sollte nach der Fertigstellung geändert werden. Dies geschah jedoch nicht und das Stadion wurde während des ersten Jahres in Benutzung als "New Meadow" und "Oteley Road Stadium" bekannt. Danach wurde die Spielstätte nach Umfragen der Fans von Shrewsbury offiziell als "Greenhous Meadow" benannt.
Mitte Juli 2017 wurde der Mineralwasserhersteller Montgomery Waters Namenssponsor. Die Spielstätte trug offiziell den Namen Montgomery Waters Meadow. Im Juni 2023 wurde Croud, eine Agentur für digitales Marketing aus Shrewsbury, neuer Namensgeber.

## Besucherrekord und Zuschauerschnitt
Die höchste Zuschauerzahl mit 10.210 Besuchern locke das Spiel Shrewsbury Town gegen den FC Chelsea in der vierten Runde des League Cup 2014/15 am 28. Oktober 2014 in das New Meadow. Die über der Stadionkapazität liegende Zahl wurde durch Zusatztribünen mit Sitzplätzen erreicht. Der Rekord im alten Gay Meadow wurde am 26. April 1961 in der Partie der Football League Third Division zwischen Shrewsbury Town und den FC Walsall mit 18.917 Besuchern aufgestellt.
- 2012/13: 5736 (Football League One)
- 2013/14: 5581 (Football League One)
- 2014/15: 5343 (Football League Two)
- 2015/16: 5481 (Football League One)
- 2016/17: 5507 (EFL League One)
- 2017/18: 6249 (EFL League One)
- 2018/19: 6407 (EFL League One)
- 2019/20: 6059 (EFL League One)